# (8985) Тула
(8985) Тула (лат. Tula) — типичный астероид главного пояса, открыт 9 августа 1978 года советскими астрономами Людмилой и Николаем Черных в Крымской астрофизической обсерватории и 28 марта 2002 года назван в честь города Тулы.

## Обнаружение и именование
(8985) Тула
Открыт 9 августа 1978 года в Крымской астрофизической обсерватории Н. С. Черных и Л. И. Черных.
Тула — город в Российской Федерации, административный центр региона, крупный промышленный и культурный центр. Основанный в 1146 году, город широко известен в истории России.
Оригинальный текст (англ.)8985 Tula
Discovered 1978 Aug. 9 by N. S. Chernykh and L. I. Chernykh at the Crimean Astrophysical Observatory.
Tula is a city in Russian Federation, the administrative focus of the region and prominent industrial and cultural center. Founded in 1146, the town is much known in history of Russia.
Источники: 20020328/MPCPages.arc; M.P.C. 45232.

## Орбита

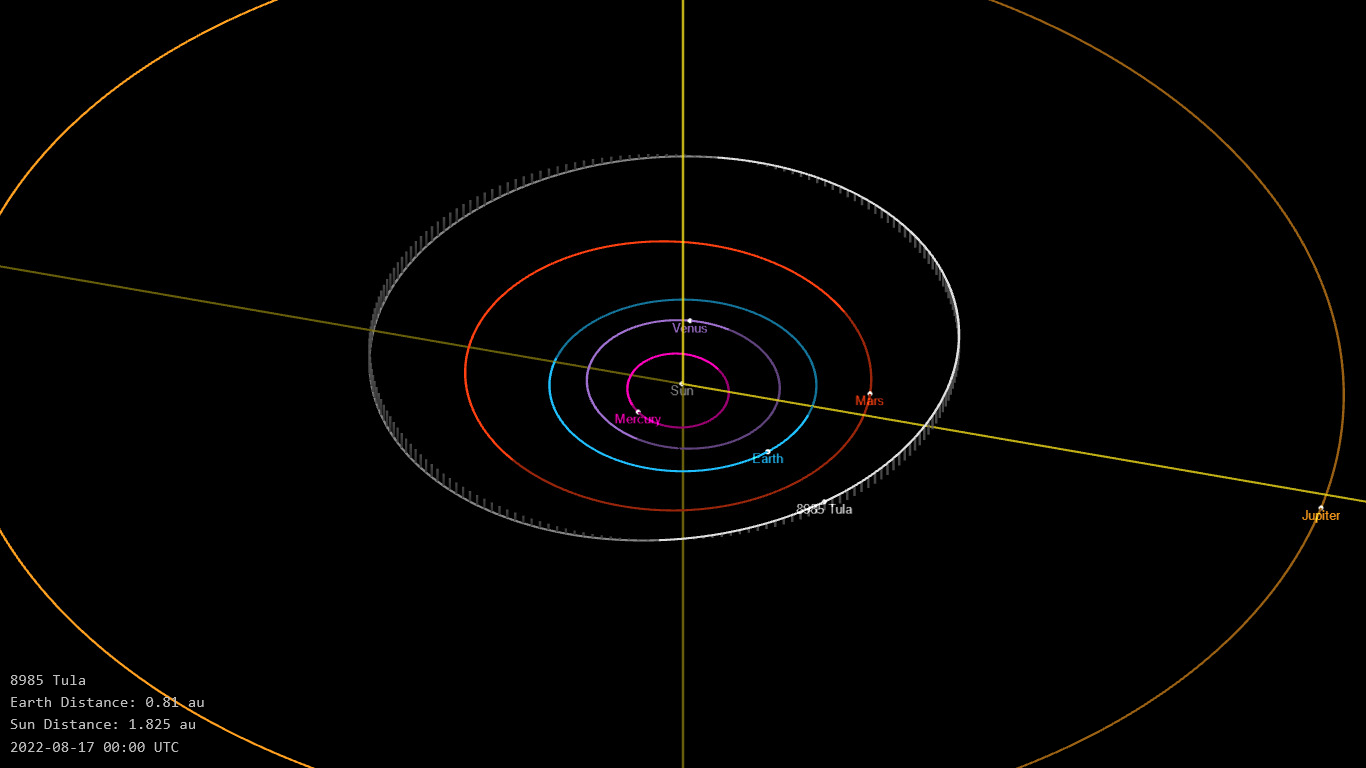
Орбита астероида Тула и его положение в Солнечной системе

## Физические характеристики
Астероид относится к таксономическому классу S.
По результатам наблюдений в видимом и ближнем инфракрасном диапазоне космического телескопа NEOWISE диаметр астероида оценивался равным 3,266±0,147 км. Согласно тем же источникам альбедо оценивается как 0,3794±0,0467 и 0,379±0,047.